# 691 (szám)
A 691 (római számmal: DCXCI) egy természetes szám, prímszám.

## A szám a matematikában
A tízes számrendszerbeli 691-es a kettes számrendszerben 1010110011, a nyolcas számrendszerben 1263, a tizenhatos számrendszerben 2B3 alakban írható fel.
A 691 páratlan szám, prímszám. Normálalakban a 6,91 · 102 szorzattal írható fel.
Pillai-prím.
A 691 négyzete 477 481, köbe 329 939 371, négyzetgyöke 26,28688, köbgyöke 8,84082, reciproka 0,0014472. A 691 egység sugarú kör kerülete 4341,68105 egység, területe 1 500 050,802 területegység; a 691 egység sugarú gömb térfogata 1 382 046 805,4 térfogategység.
A 691 helyen az Euler-függvény helyettesítési értéke 690, a Möbius-függvényé −1.